# Balkissa Halidou Mossi
Balkissa Halidou Mossi, née le 16 juin 2001, est une taekwondoïste nigérienne.

## Carrière
Aux championnats d'Afrique 2021 à Dakar, Balkissa Halidou Mossi obtient la médaille de bronze dans la catégorie des moins de 53 kg.